# Certhiaxis cinnamomeus
Certhiaxis cinnamomeus là một loài chim trong họ Furnariidae.

## Hình ảnh

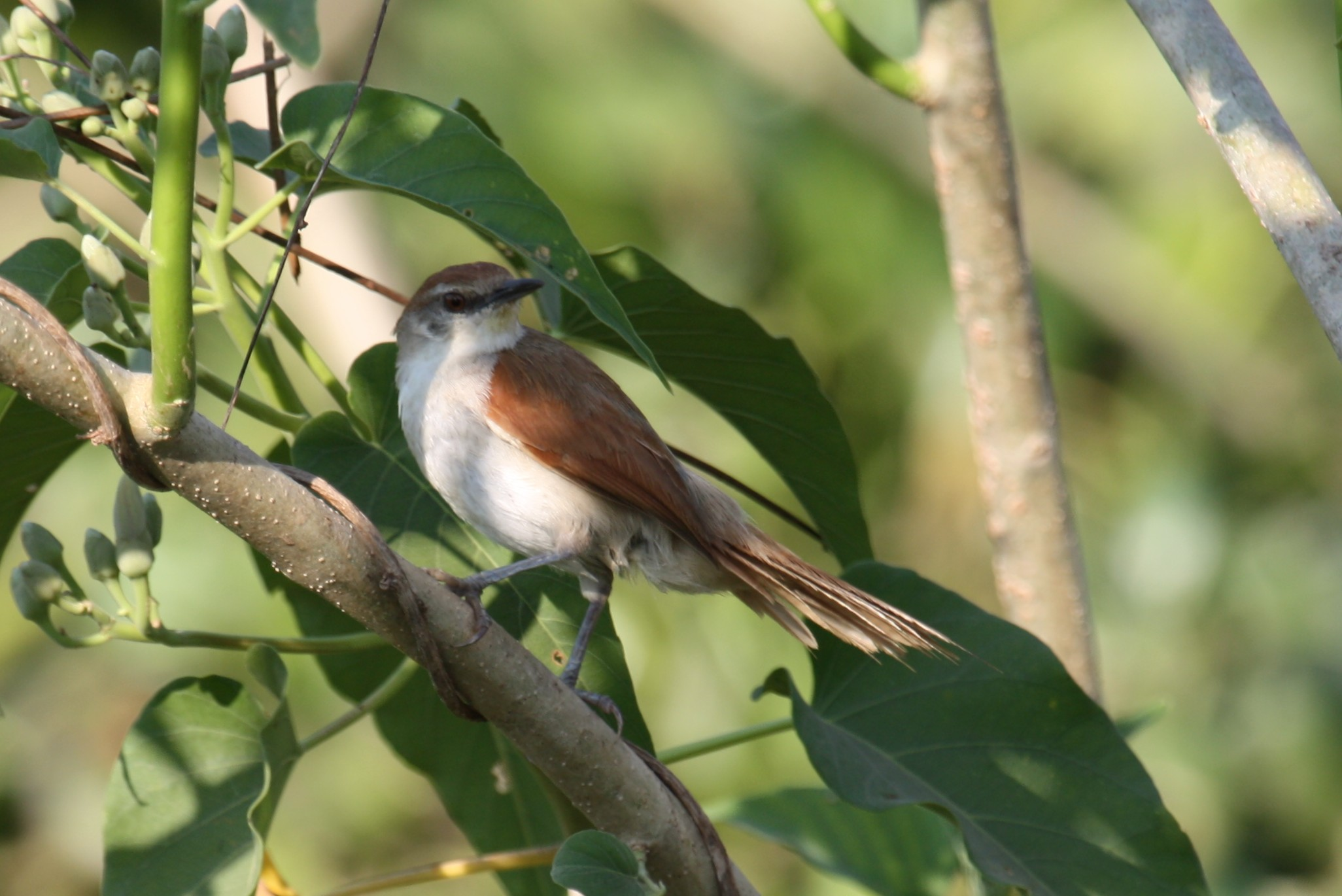
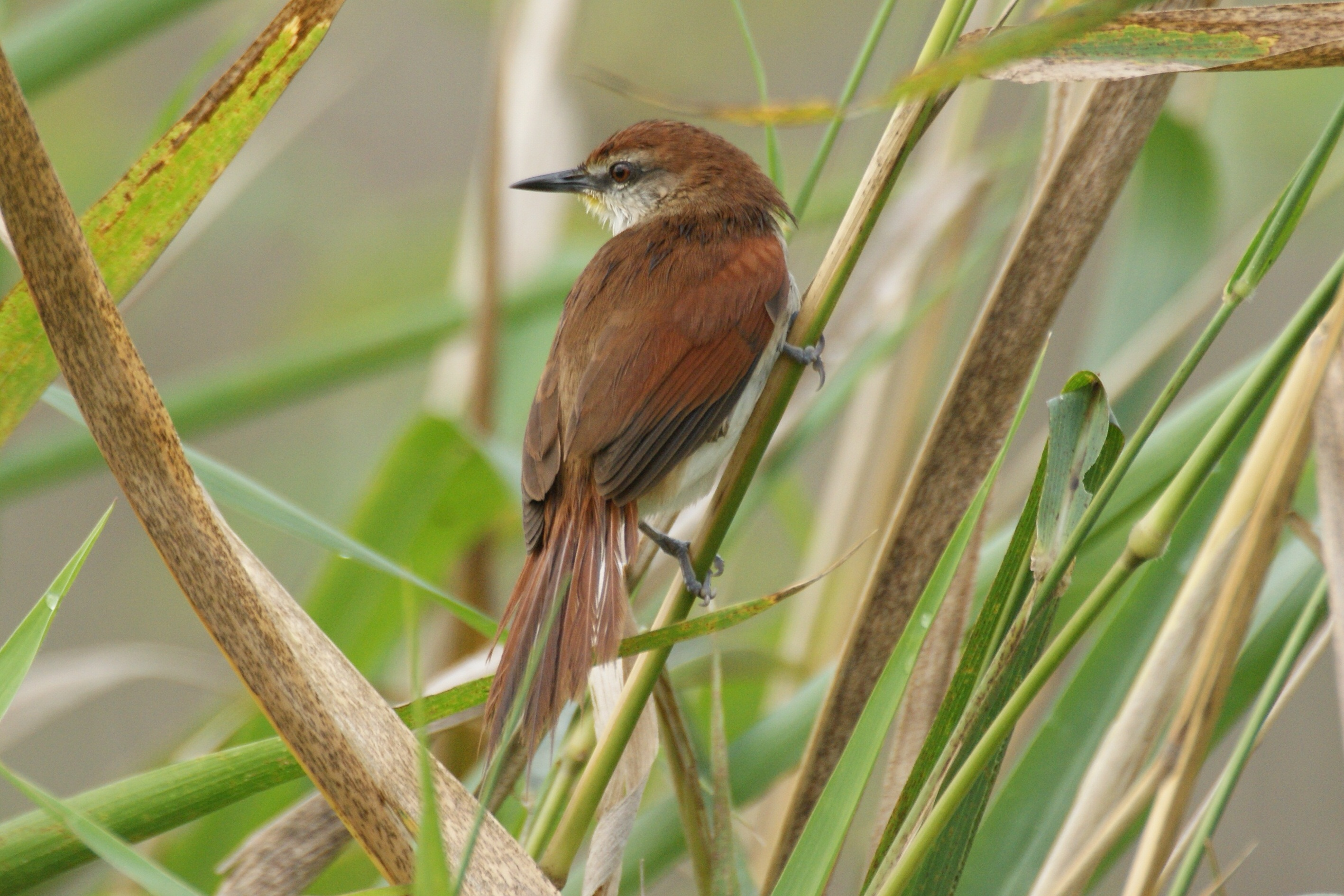
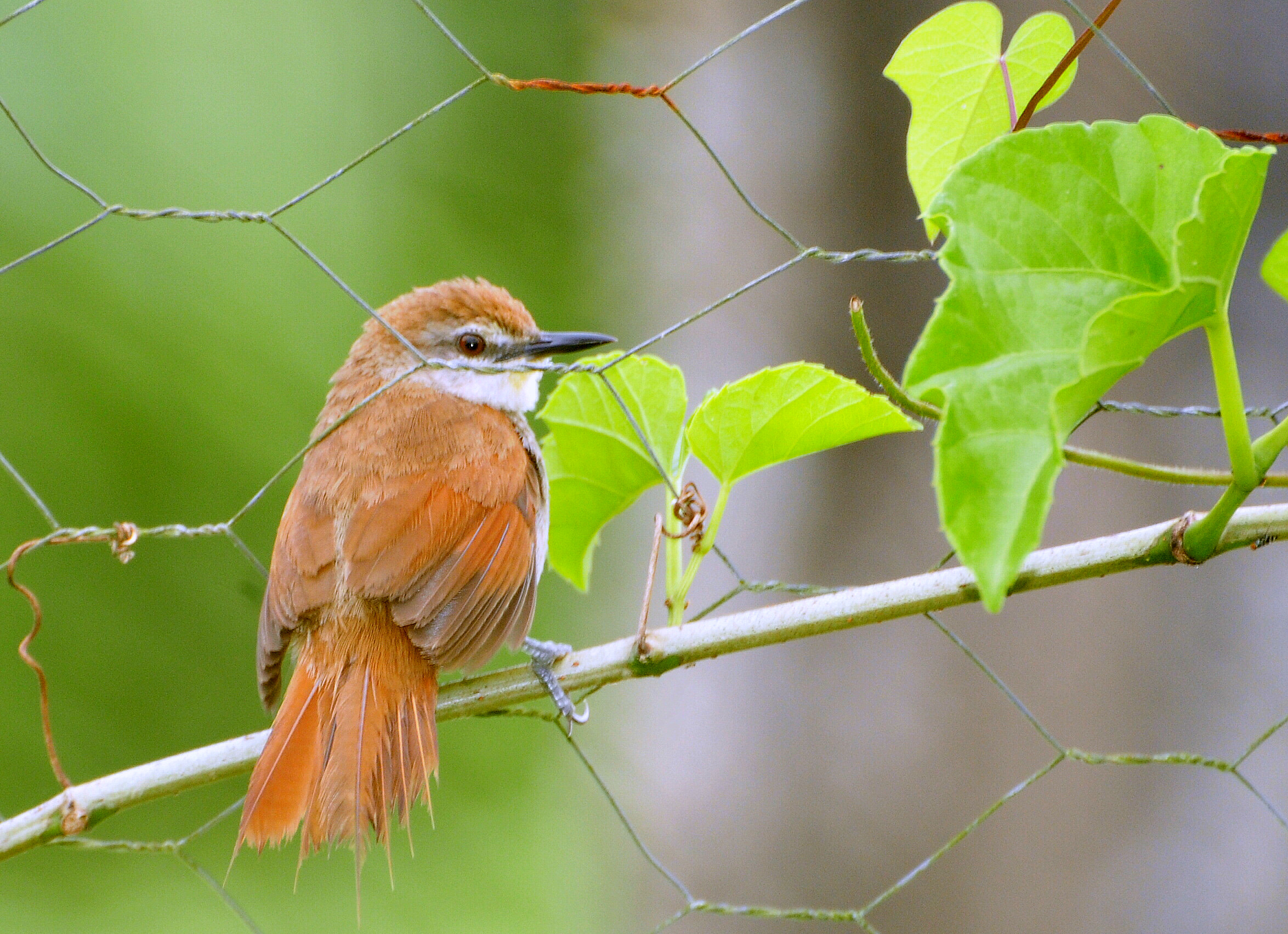